# Acetes intermedius
Acetes intermedius is een tienpotigensoort uit de familie van de Sergestidae. De wetenschappelijke naam van de soort is voor het eerst geldig gepubliceerd in 1975 door Omori.